# Olga Wisinger-Florian
Olga Wisinger-Florian (ur. 1 listopada 1844 w Wiedniu, zm. 27 lutego 1926 w Grafenegg) – austriacka malarka specjalizująca się w pejzażu, reprezentantka Stimmungsimpressionismus.

## Życiorys
Urodziła się 1 listopada 1844 roku w Wiedniu, w mieszczańskiej rodzinie. Od dziecka uczyła się malować i grać na instrumentach muzycznych, jednak dla gry na pianinie musiała porzucić lekcje malarstwa. Studiowała u Juliusa Epsteina w Konserwatorium Wiedeńskim i w latach 1868–1873 dawała koncerty, lecz kontuzja ręki przekreśliła jej dalszą karierę muzyczną. Po wyjściu za mąż za aptekarza Franza Wisingera, w 1875 roku urodziła syna, Oskara. 
Po kontuzji ręki powróciła do malarstwa, najpierw pobierając lekcje u Melchiora Fritscha, po czym kontynuowała naukę u Augusta Schaeffera. W latach 1880–1884 uczęszczała na lekcje do Emila Jakoba Schindlera, gdzie zaczęła rywalizować z Marie Egner i Carlem Mollem, którzy również kształcili się na jego prywatnych zajęciach. W jej wczesnych pracach widać silny wpływ Schindlera, który wybierał za nią tematy i kompozycje jej prac, jednak po opuszczeniu jego kurateli wypracowała własny styl, który charakteryzował się intensywnymi kolorami i bardziej realistycznymi pejzażami. Od 1881 roku brała udział w corocznych wystawach w Künstlerhaus.  
Wraz z Tiną Blau i Marie Egner od lat 80. XIX wieku należała do awangardy austriackiego pejzażu. Oprócz pejzaży częstym motywem jej prac były kwiaty. W swych dziełach wykorzystywała skrajną perspektywę, duże zbliżenia i odległy horyzont, w ten sposób eksperymentując z nowym spojrzeniem na przestrzeń, które dawała rodząca się wtedy fotografia. Choć jej twórczość zaliczana jest do impresjonizmu, a dokładniej do austriackiego Stimmungsimpressionismus, jej artystyczne poszukiwania w pracach z lat 90. XIX wieku uprzedziły dokonania ekspresjonistów. 
Należała do najbardziej nagradzanych artystek swoich czasów. Jej prace cieszyły się uznaniem tak mieszczaństwa, jak i arystokracji. Jeden z jej obrazów nabył Franciszek Józef I, a jej pracownię odwiedzili m.in. arcyksiężna Klotylda i król Bułgarii. Po 1897 roku zaczęła wystawiać w budynku Secesji w Wiedniu, brała także udział w wystawach zagranicznych, m.in. w Londynie, monachijskiej Nowej Pinakotece, czy w Galerii Narodowej w Pradze. Podczas wystawy światowej w 1888 roku zdobyła wyróżnienie, a podczas Expo w 1900 roku w Paryżu została nagrodzona brązowym medalem. 
Przez całe życie angażowała się w walkę o prawa kobiet. Torowała kobietom drogę w świecie sztuki, działając za kulisami: wykorzystując towarzyskie kontakty oraz zjednując sobie nowych sprzymierzeńców dzięki sile swojej osobowości. Odegrała kluczową rolę w organizacji pierwszych wystaw artystek. Przez 17 lat przewodniczyła żeńskiemu związkowi pisarek i artystek Verein der Schriftstellerinnen und Künstlerinnen Wien. Wraz z m.in. Marie Egner współzałożyła żeńską grupę artystyczną ośmiu artystek, która od 1901 roku wystawiała w salonie Pisko. 
Ze względu na pogarszający się stan wzroku, w 1910 roku wycofała się z życia towarzyskiego. 
Zmarła 27 lutego 1926 roku w Grafenegg. Otrzymała honorowe miejsce na Cmentarzu Centralnym w Wiedniu.

## Galeria

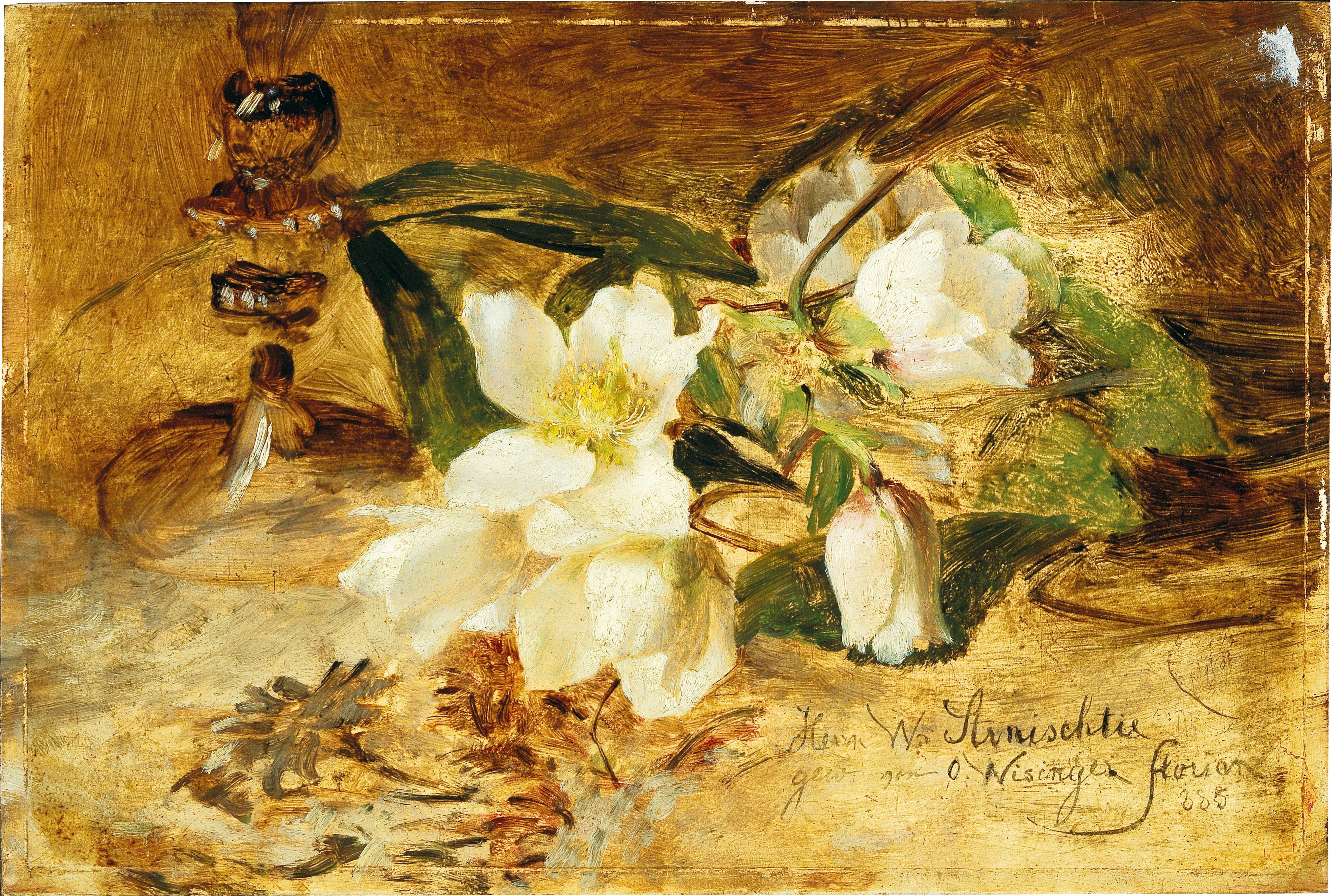
Schneerosen, 1885
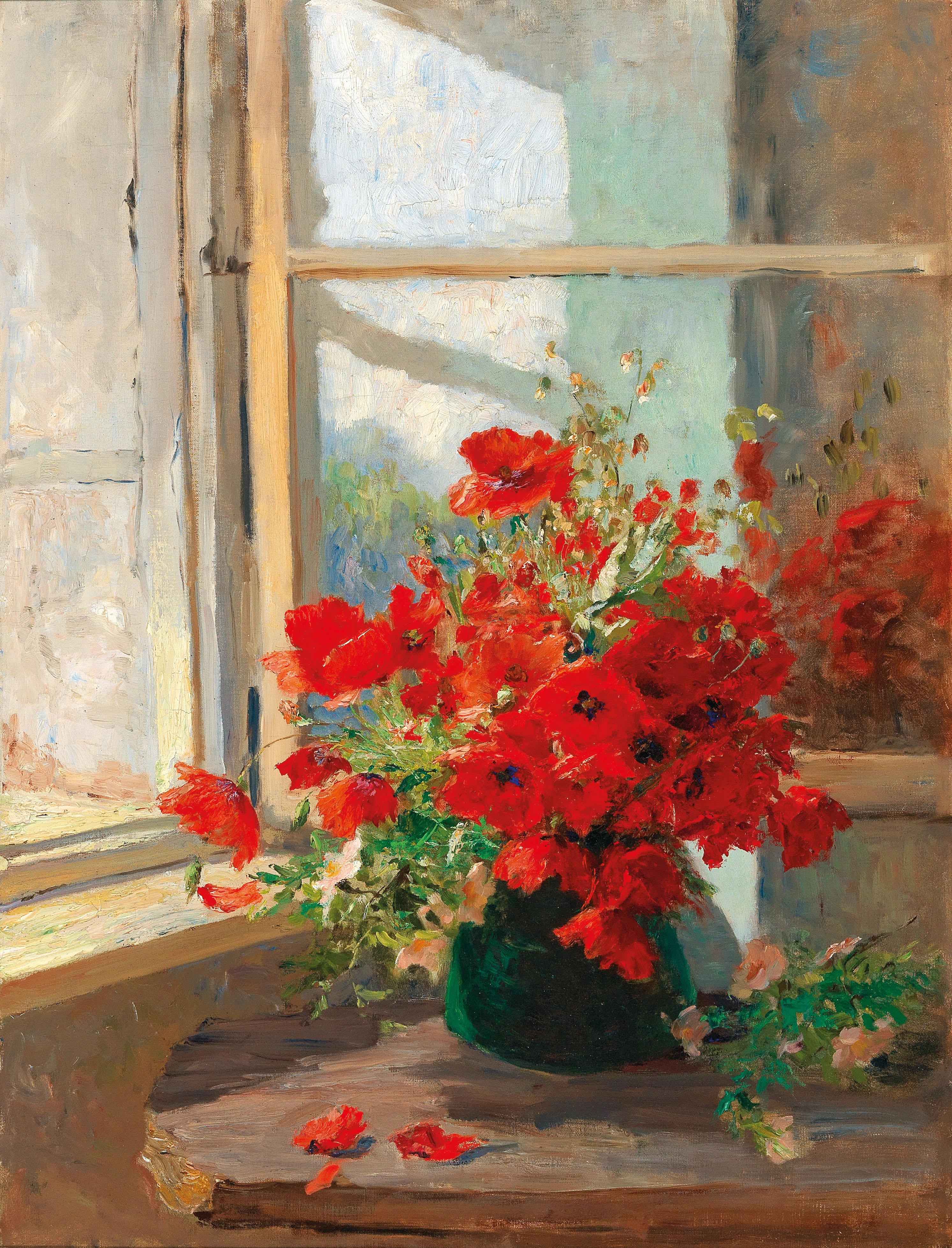
Mohnblumenstrauß am Fenster, rok nieznany
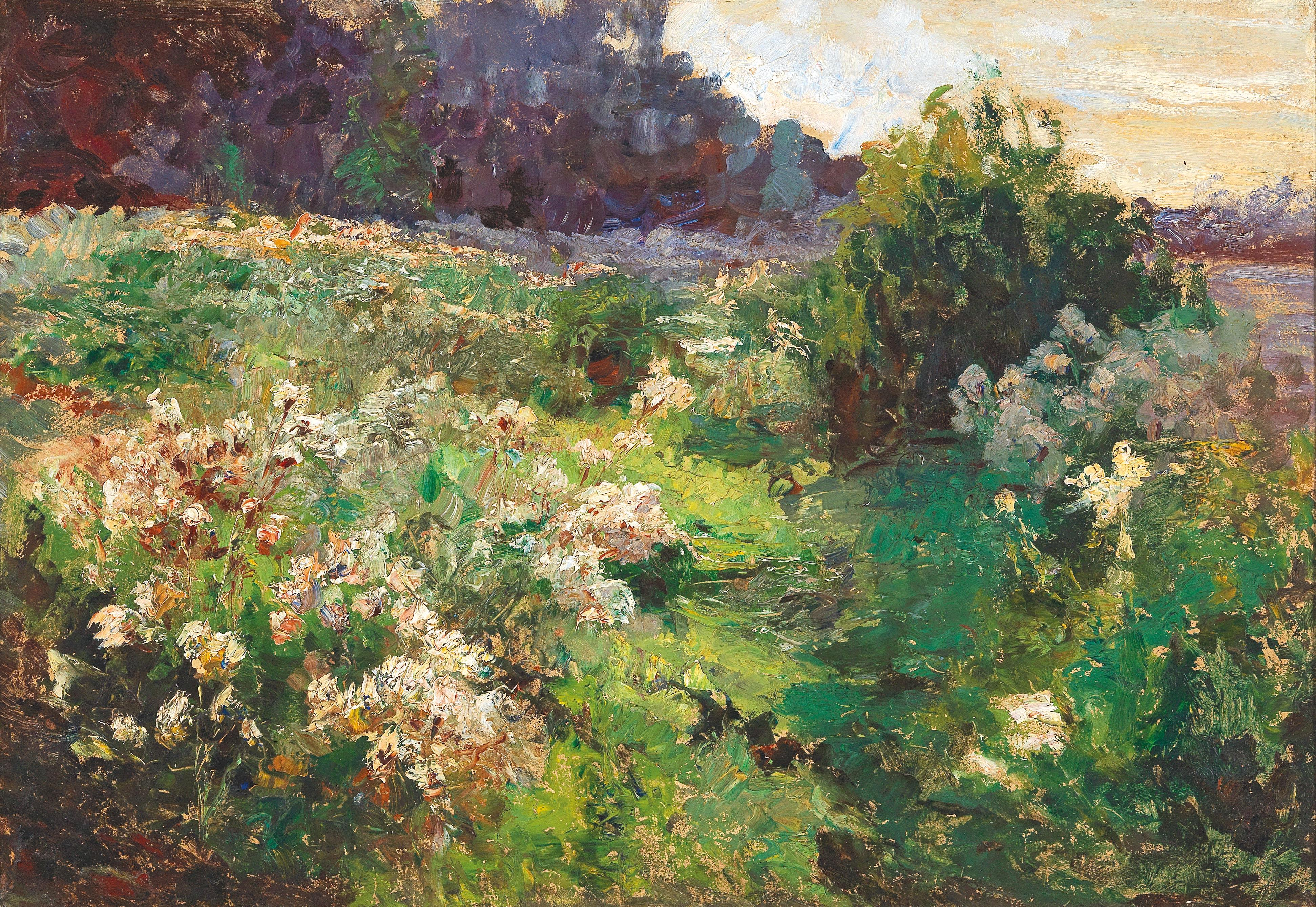
Am Wiesengrund, rok nieznany
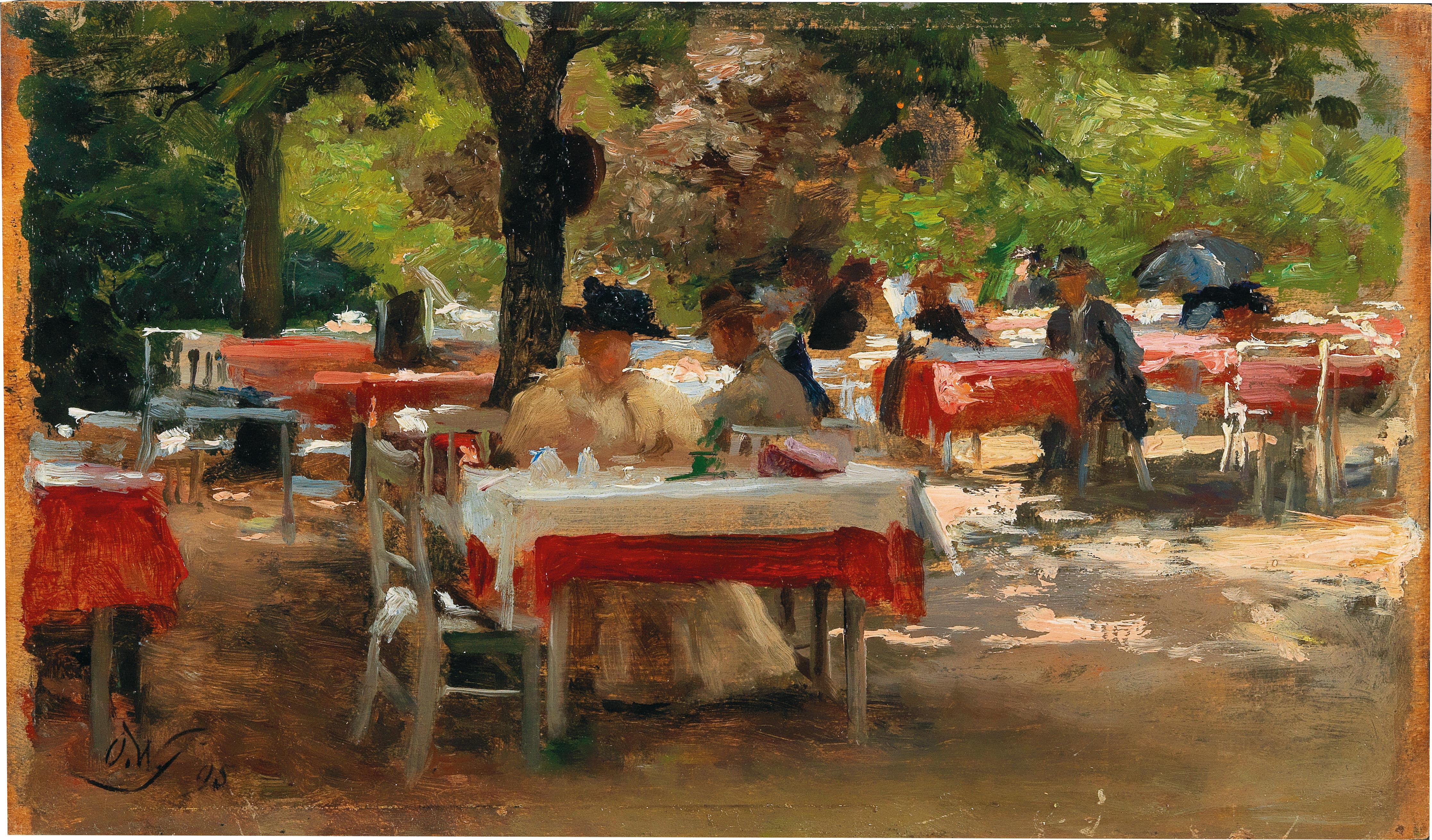
Frühstück in Karlsbad, 1895
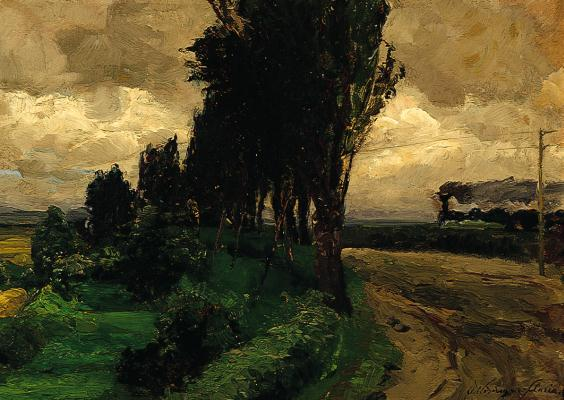
Landschaft, 1906–1908
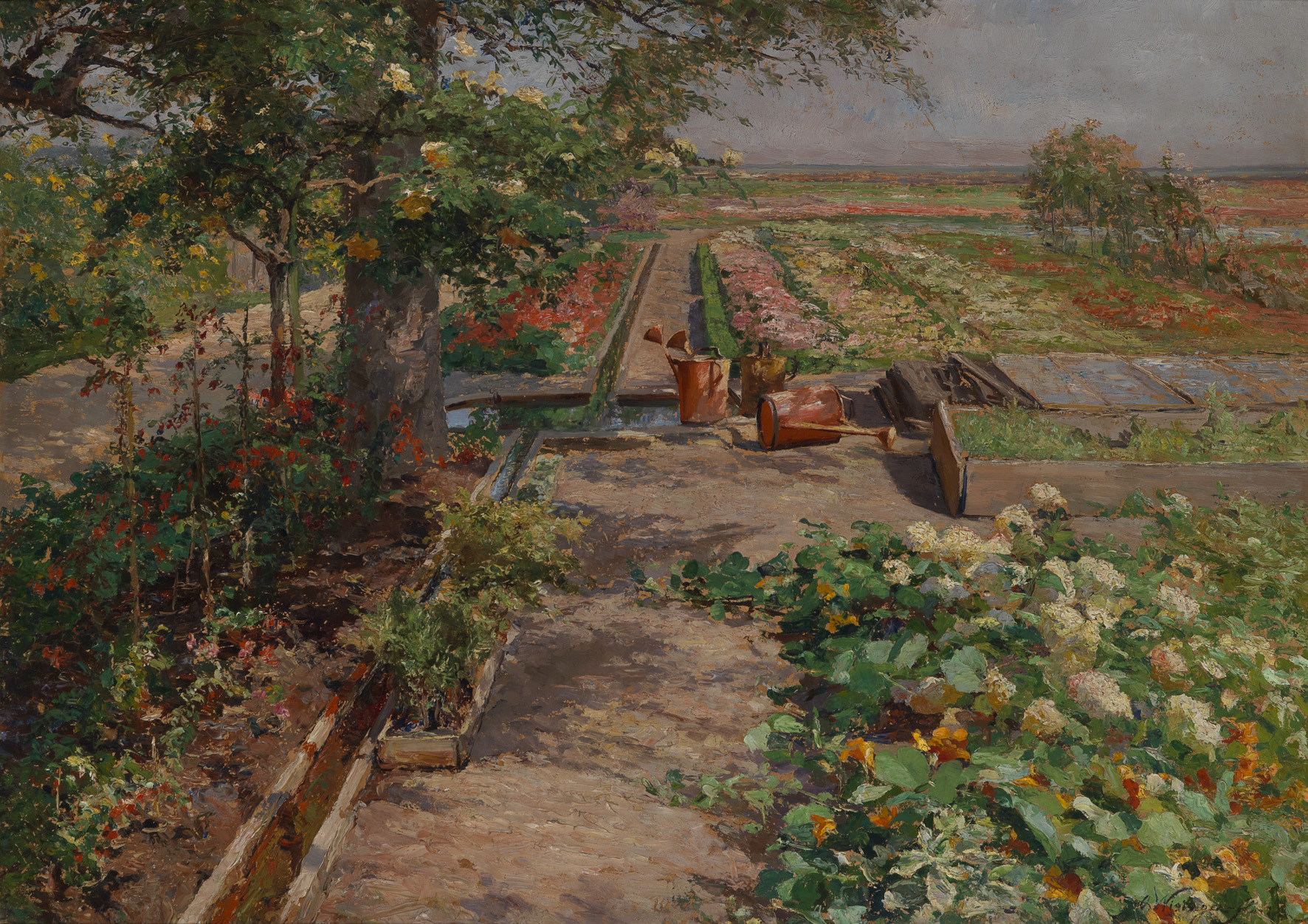
Im Garten, ok. 1910
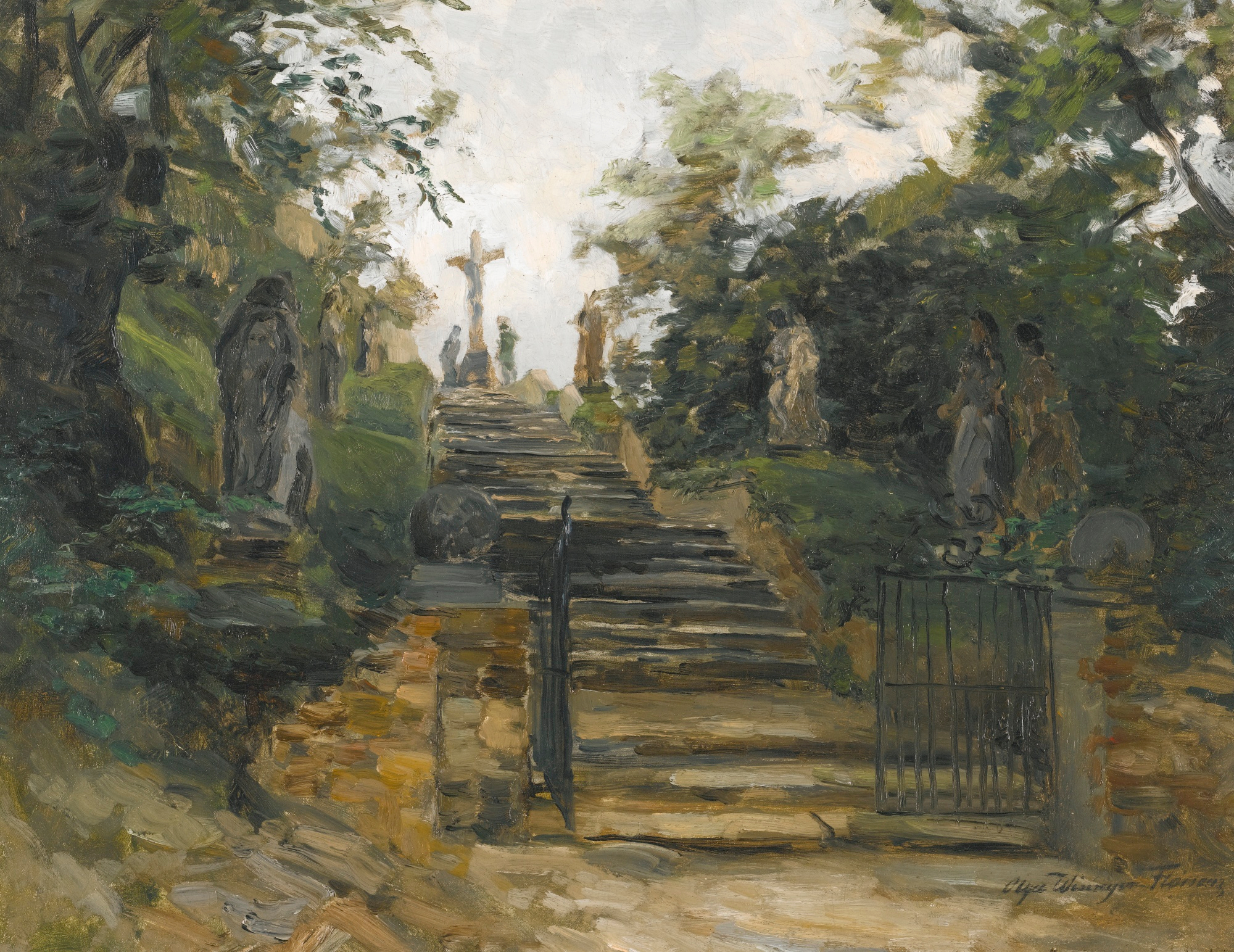
Bisamberg, rok nieznany